# Бархона де Фрейтас, Антониу Альфредо
Антониу Альфредо Бархона де Фрейтас (порт. Alfredo Barjona de Freitas; 14 апреля 1860, Коимбра — 8 марта 1923, Лиссабон) — португальский политик, государственный и военный деятель, колониальный администратор, губернатор Кабо-Верде (1903—1904), министр общественных работ, торговли и промышленности Португалии (1909), депутат кортесов, бригадный генерал.

## Биография
Родился в семье профессора права Университета Коимбры. Окончил в родном городе Лицей, затем изучал точные науки в Коимбрском университете. В октябре 1876 года, всё еще будучи студентом в Коимбре, поступил на службу в португальскую армию, попросил разрешения на завершение курса, которое ему было предоставлено. В 1878 году стал прапорщик, он получил степень бакалавра математики (1879), в том же году вступил артиллерийскую военную школу. Служил офицером-артиллеристом.
Стал членом умеренно-либеральной партии «Реженерасан» («Возрождение»). По спискам партии в 1884 г. был избран депутатом парламента Португалии. В 1892 и 1894 года переизбирался депутатом парламента.
В 1889 году участвовал в комиссии по прокладке маршрута Южной и Юго-Восточной железнодорожных линий, в 1890 году был отправлен с миссией в несколько европейских стран, для изучения методов, используемых в военной картографии. Позже, получил назначение в Генеральный штаб армии для выполнения административных и технических функций.
Продолжая свою военную деятельность, проявлял интерес к аграрным вопросам. В августе 1903 года был назначен губернатором Кабо-Верде. Занимался изучением экономических и социальных условий жизни на островах, стремился устранить причины высокой смертности из-за голода. На основе проведенных им исследований позже представил сообщение Лиссабонскому географическому обществу, членом которого он был. Из-за смены правительства в 1904 году ушёл в отставку.
В 1906 году был назначен главой департамента военного министерства Португалии, вскоре после этого его отправили в служебную комиссию за границу. В 1909 году занял кресло министра общественных работ, торговли и промышленности. В качестве министра уделял особое внимание вопросам, связанным с расширением государственной власти и железнодорожной сети в стране.
После возникновения Португальской республики отошёл от политической деятельности, но сохранил свои функции в Генеральном штабе армии до выхода на пенсию в 1913 году. Будучи в отставке, был назначен главой службы Компании португальских железных дорог.

## Избранные труды
- Considerações sobre a província de Cabo Verde: comunicações à Sociedade de Geographia de Lisboa. Lisbon, Livraria Ferin, 1905.